# Иван Василев Бенчев
Иван Бенчев е български оперен певец.

## Биография
Иван Василев Бенчев е роден в София на 1 ноември 1948 година в семейството на оперни певци. Любовта към музиката и операта са неразделна част от живота му.
След като печели конкурс за оперни певци в ГДР отива в Магдебург и Виена, където остава да живее.
Негови записи се съхраняват в Музикалната академия „Джузепе Верди“ в Милано и в къщата „Джузепе Верди“.
Танц и хореография
Освен певец, Иван Бенчев е и хореограф със специалност „джаз балет“. В годините от 1980 до 1991 създава 30 балета и превръща трите мюзикъла - „Коса“, „Котки“ и „Уестсайтска история“ в балет. Става хореограф на Ансамбъла на Българската армия, а след съкращаване на балета, става солист на Ансамбъла. Колкото и да е странно, двете професии на певец и хореограф вървят ръка за ръка и не може да се каже, в коя от тях успехът е по-голям.
Журналист и водещ
От 1989 до 1999 г. Иван Бенчев е и водещ на две музикални предавания в Радио „България“ на БНР, слушани от стотици хора в Аржентина, Бразилия, Уругвай, САЩ и Западна Европа, както и едно предаване в Телевизия „7 дни“.
Писател
Иван Бенчев е автор на три книги на оперна тематика – „Горчивата чаша на успеха“, за великата българска оперна певица Елена Николай; „Съдбата на артиста“, за Тодор Мазаров – Новият Карузо и „Един миг на фона на вечността“, посветена на 100 годишнината на Софийска народна опера, в която главен герой е Софийският оперен хор. Книгите му се намират в „Ла Скала“ – Милано, „Щатсопер“ – Виена.

## Благотворителност
Изнася благотворителни концерти за възстановяване на операта в Стара Загора, за пострадалите в земетресението в Армения, концерти за българите в западните покрайнини и за деца с психически увреждания.
През 1999 г. открива с концерт Ротондата „Св. Георги“, и „Св. София“ с концерт за Дипломатическия корпус.

## Награди
Носител на най-престижната награда на СБМТДБ – „Златна лира“.
Удостоен със Сребърен почетен медал за високо певческо майсторство на Световния църковен фестивал в гр. Лорето (Италия).